# 木曜日 (映画)
『木曜日』（もくようび、イタリア語: Il giovedì）は、1963年（昭和38年）製作・公開、ディーノ・リージ監督によるイタリアの映画である。イタリア式コメディの1作。

## 略歴・概要
本作は、イタリアの製作会社ブロッジ・リバッシ・ジェロージが製作、ラツィオ州ローマ市内のエウローパ地区等でロケーション撮影を行って完成、チネディストリブツィオーネ・アストリアの配給により同年、イタリア国内で公開された。
2010年（平成22年）、第67回ヴェネツィア国際映画祭での「イタリアコメディ回顧展」のプログラムに、リージの監督作から『女の香り』（1974年）、『あきれた刑事 南の島へ行く』（1987年）とともに本作が選ばれ、上映された。
日本では、本作に関しては劇場公開されておらず、2024年11月時点でも、DVDや他のビデオグラムも発売されていない。

## スタッフ
- プロデューサー : イジドーロ・ブロッジ （Isidoro Broggi）、レナート・リバッシ （Renato Libassi）
- 監督 : ディーノ・リージ
- 原作・脚本 : フランコ・カステッラーノ （Franco Castellano）、ジュゼッペ・モッチア （Giuseppe Moccia）、ディーノ・リージ
- 撮影 : アルフィーオ・コンティーニ （Alfio Contini）
- 美術 : アルベルト・ボッチャンティ （Alberto Boccianti [3]）
- 編集 : ジーザ・ラディッキ・レヴィ （Gisa Radicchi Levi）
- 音楽 : アルマンド・トロヴァヨーリ （Armando Trovajoli）

## キャスト
クレジット順
- ヴァルテル・キアーリ （Walter Chiari） - Dino Versini
- ミシェル・メルシェ - Elsa
- ロベルト・チッコリーニ （Roberto Ciccolini） - Robertino
- ウンベルト・ドルジ （Umberto D'Orsi） - Rigoni
- アリス・ケスラー （Alice Kessler） - 本人役
- エレン・ケスラー （Ellen Kessler） - 本人役

## 関連事項
- イタリア式コメディ

## 註
1. 1 2  The Thursday, Internet Movie Database （英語）, 2010年9月10日閲覧。
2. ↑  Italian Comedy - The State of Things, 第67回ヴェネツィア国際映画祭 （英語）, 2010年9月10日閲覧。
3. ↑  Alberto Boccianti - IMDb（英語）, 2010年9月10日閲覧。